# Aname insolita
Espèce
Aname insolita est une espèce d'araignées mygalomorphes de la famille des Anamidae.

## Distribution
Cette espèce est endémique du Queensland en Australie. Elle se rencontre de Stanthorpe à Gayndah.

## Description
Le mâle holotype mesure 24,66 mm.

## Systématique et taxinomie
Cette espèce a été décrite par Wilson, Harvey, Simmons et Rix en 2025.

## Publication originale
- Wilson, Harvey, Simmons & Rix, 2025 : « An integrative systematic revision of the wishbone spiders (Araneae: Anamidae: Aname L. Koch, 1873) of subtropical and tropical eastern Australia, with the description of 55 new species. » European Journal of Taxonomy, vol. 985, p. 1-298 (texte intégral).